# San Cristóbal de Segovia
San Cristóbal de Segovia è un comune spagnolo di 1 766 abitanti situato nella comunità autonoma di Castiglia e León.

Il comune venne creato il 25 novembre 1999 come distaccamento da Palazuelos de Eresma.